# Litoria hilli
Litoria hilli es una especie de anfibio anuro de la familia Hylidae.
Las ranas macho adultas miden alrededor de 5.4-5.5 cm de largo y las hembras miden 4.7-4.9 cm de largo. Cada rana tiene una clavija en la nariz y dientes vomerines. Sus patas delanteras y traseras están completamente palmeadas y sus dedos tienen discos para trepar. Son de color amarillo-marrón, rojo-marrón o verde oscuro. Pueden tener marcas amarillas o moradas.
A partir de 2014, los científicos solo habían visto  Litoria hilli  en una isla en Nueva Guinea, la isla Sudest, y solo en el lado oeste del monte Rio a 130-410 metros sobre el nivel del mar.
Las hembras ponen huevos en las hojas sobre pequeños cuerpos de agua.

## Distribución geográfica
Es endémica de Vanatinai, en el archipiélago de las Luisiadas (Papúa Nueva Guinea).